# Сальвадорский национальный театр
Сальвадорский национальный театр, или Национальный театр Сальвадора, — старейший театр в Центральной Америке. Строительство началось 3 ноября 1911 года по проекту французского архитектора Даниэля Бейлара. Театр был открыт 1 марта 1917 года. Сальвадорский национальный театр был построен в стиле Французский Ренессанс с добавлением современных элементов. Здание украшено итальянским архитектором Лусио Капелларо, а его Большой зал является одним из самых красивых и элегантных в Центральной Америке.

## История
Для выбора дизайна театра был проведён конкурс. Призы за первые два места были 8000 и 4000 франков. Проекты были рассмотрены комиссией в составе инженеров Хосе Э. Алькайне, Луис Флери, и Аурелио Фуэнтес. Всего в конкурсе участвовало двенадцать проектов, представленных следующими странами: пять из Франции, два из США, один из Монако, один из Италии, и три из Сальвадора. Победителем конкурса стал проект «Melpemone» французского архитектора Даниэля Бейлара. Контракт на строительство был заключён с сальвадорской фирмой Ferracutti y Cía. Хосе Мария Перальта Лагос был главным инженером во время строительства.
Спустя 59 лет после открытия, в 1976 году, началась реконструкция здания под руководством сальвадорского архитектора Рикардо Хименеса Кастильо. Средства были предоставлены правительством Сальвадора. Кастильо нанял группу помощников: Роберто Саломон, для установления потребностей современного этапа; Симон Маганья, для украшения; Карлос Каньяс, для разработки росписи; и Маргарита Альварес де Мартинес, для мастерской медного искусства, чтобы украсить двери для театральных лож. Впоследствии ремесленники Илобаско присоединились к работе, а также студенты бакалавриата искусств во главе с ремесленником Карлосом Каньясом.
Несколько архитектурных стилей были обогащены в слиянии строительства Национального театра в том числе: Версальский стиль, рококо, романтизм и модерн, а также в региональном стиле. Часть из мебели была разработана в мастерской театра, остальная мебель, ковры, ковровые покрытия, кресла и кафедры, были импортированы из Соединенных Штатов Америки. Занавес и освещение были привезены из Австрии.
В 1977 году мастер ремесленник Карлос Каньяс нарисовал на куполе большого зала фрески под названием «Культурная смесь», «Культурная конвергенция», которые занимают площадь примерно 230 м². Благодаря этой работе, атмосфера напоминает о большом зале в Опере Гарнье, украшенным Марком Шагалом. Реконструкция Национального театра завершилась 5 ноября 1978 года. В этот день состоялось вручение Национальной премии культуры, которая была присуждена Антонио Салазару и Хулио Эрнандесу Фаусто. 16 февраля 1979 года Законодательная ассамблея Сальвадора объявила театр национальным памятником. Театр имеет важное значение в политической и культурной жизни Сальвадора. В 1992 году Япония поставила современную звуковую и световую систему в театр.